# Seznam ameriških geologov
Seznam ameriških geologov.

## A
Louis Agassiz - Walter Alvarez - Wallace Walter Atwood - 

## B
John Casper Branner - J Harlen Bretz - Walter Hermann Bucher - 

## C
Thomas Chrowder Chamberlin - Timothy Abbott Conrad - Allan V. Cox - Larry Crumpler -

## D
James Dwight Dana - Nelson Horatio Darton - William Morris Davis - Arthur L. Day - Orville Adalbert Derby - Robert S. Dietz - 

## E
Elisha Mitchell - Ebenezer Emmons - Cesare Emiliani -

## G
Paul Werner Gast - Grove Karl Gilbert - Harry Glicken - Arnold Henry Guyot - 

## H
James Hall (paleontolog) - Tom Hanks (znanstvenik) - Charles Frederick Hartt - Ferdinand Vandeveer Hayden - Edward Hitchcock - William Henry Holmes - Douglass Houghton - Thomas Sterry Hunt - 

## K
Marshall Kay - Clarence King - 

## L
Joseph LeConte - J. Peter Lesley - Henry Carvill Lewis - Henry de Linde -

## M
William Maclure - Jules Marcou - Fielding Bradford Meek - Jude Monye - John Muir - Thomas A. Mutch -

## N
John Strong Newberry - 

## O
Henry Fairfield Osborn - 

## P
Paul Spudis - R.A.F. Penrose mlajši - Raphael Pumpelly - 

## R
Henry Darwin Rogers - William Walden Rubey - Israel Russell - 

## S
Harrison Schmitt - Henry Schoolcraft - Arthur E. Smith mlajši - Charles Steen -

## T
Marie Tharp - 

## W
Josiah Whitney - Newton Horace Winchell - Harry M. Woodward - 